# Ситников, Николай Николаевич
Николай Николаевич Ситников (род. 9 сентября 1976) — российский деятель органов внутренних дел. Заместитель начальника Главного управления МВД России по Саратовской области — начальник полиции с 7 сентября 2019 по 26 мая 2021. Начальник Главного управления МВД России по Саратовской области с 26 мая 2021 (и. о. 28 декабря 2020 — 26 мая 2021). Генерал-лейтенант полиции (2022).

## Биография
Родился 9 сентября 1976.

#### Образование
В 1997 окончил Московский юридический институт МВД России.
В 2009 окончил Российскую академию государственной службы при Президенте Российской Федерации.

#### Трудовая деятельность
В органах внутренних дел с 1993. Проходил службу в подразделениях оперативного блока, работал на различных должностях в центральном аппарате МВД России.
С 2014 по 7 сентября 2019 — заместитель директора Бюро по координации борьбы с организованной преступностью и иными опасными видами преступлений на территории государств — участников СНГ.
11 июня 2016 указом президента Российской Федерации присвоено специальное звание «генерал-майор полиции».
С 7 сентября 2019 по 26 мая 2021 — заместитель начальника Главного управления МВД России по Саратовской области — начальник полиции.
С 28 декабря 2020 по 26 мая 2021 — исполняющий обязанности начальника Главного управления МВД России по Саратовской области.
С 26 мая 2021 — начальник Главного управления МВД России по Саратовской области.
4 июня 2022 указом президента Российской Федерации присвоено специальное звание «генерал-лейтенант полиции».